# Alfonso Pisani
Alfonso Pisani (... – 31 ottobre 1623) è stato un arcivescovo cattolico italiano.

## Biografia
Nacque nella diocesi di Caserta, figlio di Berardino e Prospera Santori, sorella del cardinale Giulio Antonio Santori. Conseguì il dottoraro in utroque iure a Napoli, nel collegio pubblico di Dottori. 
In seguito divenne abate commendatario del monastero di San Giovanni in Fiore e il 18 luglio 1587 successe a Francesco Antonio Santori, nominato arcivescovo metropolita di Acerenza e Matera, come arcivescovo metropolita di Santa Severina. La successione fu riconosciuta da papa Sisto V l'11 agosto seguente.
Durante il suo episcopato, la cattedrale di Santa Severina fu quasi completamente riedificata ed ampliata.  Nel 1616 fondò il locale Monte di Pietà, a beneficio dei poveri. Inoltre, mise in opera l'Inquisizione sul territorio diocesano e fece applicare i decreti tridentini.
Morì nel 1623 e fu sepolto all'interno della cattedrale, nella cappella di Santa Maria degli Angeli.

## Successione apostolica
La successione apostolica è:
- Vescovo Juan López, O.P. (1595)